# 与外星人接触可能带来的文化影响
与外星人接触可能带来的文化影响是指由于与外星生命接触而对地球上的科学、技术、宗教、政治和生态环境所产生的影响。这个概念与搜寻地外文明计划（SETI）密切相关，但后者是试图寻找外星生命，并不研究与外星生命接触后的影响。

## 概念
根据外星文明的科技水平、善恶程度以及与人类之间的相互理解程度，在外星文明接触的方式上可能会有很大差异。 与人类接触的媒介，无论是通过电磁波信号、直接面对面交流、发现外星文明物品还是以其他方式，都可能影响相互接触的后果。结合这些因素，人类已经有不同的方式来评估与外星文明接触所带来的影响。
与外星文明接触，尤其是与技术先进的文明接触，通常可被比作地球上两种截然不同的人类文化的相遇，哥伦布大交换便是历史上的一个典型例子。这样的接触通常会导致被动接触的文明毁灭，因此人类文明遭受毁灭是一个可能的结果。 外星接触也类似于在同一生态系统中本地物种与入侵物种的相遇。然而迄今为止因为缺乏相关内容的验证，使得与外星接触所导致的灾难后果仍然是一种推测。

## 搜寻地外文明

### 背景

阿雷西博讯息（Arecibo message），在独眼巨人计划未实施后被发送到球状星团M13

为了能够用射电望远镜搜寻外星文明，人们必须在自然界背景下识别出来自地外的人工信号，因为自然界也会产生无线电波。能够做到这一点的射电望远镜包括波多黎各的阿雷西博天文台射电望远镜、加利福尼亚州帽子溪艾伦望远镜阵列 以及中国贵州省的500米口径球面射电望远镜。过去，各种搜寻外星智慧生命的计划都得到了政府的资助。1970年代美国宇航局委托的独眼巨人计划是调查和搜索来自地外文明信号最有效的方法， 但该计划被搁置一旁，转而支持主动搜寻地外文明计划（METI），即发送一些外星文明可能会拦截到的信息。美国宇航局随后大幅减少了对SETI项目的资助，此后这些项目已转变为私人捐款以继续他们的地外文明搜寻。

### 發展
在20世纪末至21世纪初人们发现许多系外行星，其中一些可能适合生命居住，政府再次对资助新的项目感兴趣。2006年，欧洲航天局发射出对流旋转和行星横越任务（CoRoT）卫星，这是第一个专门用于寻找系外行星的航天器， 2009年，美国宇航局出于同样的目的发射了开普勒空间望远镜。 到2013年2月，开普勒空间望远镜在目前已确认的4777颗系外行星中 探测了其中的105颗， 当中名为开普勒22b的系外行星很有可能适合生命生存。 在该行星被发现后，SETI在美国空军 的支持下重新开始寻找外星文明，搜寻的重点就在这些开普勒空间望远镜的候选行星上。
新发现的、尤其是那些可能适合居住的行星，使SETI和METI能够专注于重新搜寻外星文明。2009年，来自地球的信息（AMFE）被发送到格利泽581恒星系，该恒星系包含两颗可能宜居的行星：已确认的格利泽581d和可能更适合宜居但尚未确认的格利泽581g。 在2012年开始的SETILive项目中，人们分析来自艾伦望远镜阵列的数据，以寻找那些可能因地面无线电干扰而被忽略的外星信号。 这些供于研究的数据是利用射电望远镜观察开普勒空间望远镜的目标星体得到的。

## 其他途徑
除了基于无线电的方法，一些例如加州大学伯克利分校的SEVENDIP项目正在利用电磁波谱的其它谱域来搜索外星信号。 而其他的一些项目并不是在寻找相干信号，而是想利用电磁波谱来寻找外星文明存在的证据，例如超级太空工程项目。

## 現有成果
人类曾经检测到来自地外的无线电讯号，其中一个典例是Wow!讯号，但该讯号无法证明是外星文明发送的。